# Filmografie
Filmografie je pojem, označující soubor filmových děl, na nichž se osoba (režisér, herec, scenárista), či jiný subjekt (společnost, produkce) podílela. Je odvozen od slova film. Filmografie se také na specializovaných školách vyučuje.